# Le Chemin de Josemaría
Pour les articles homonymes, voir Josemaría Escrivá.
Le Chemin de Josemaría (Il cammino de Josemaría Escriva) est un téléfilm italien réalisé par Orlando Corradi, diffusé en 2008.

## Fiche technique
- Titre : Le Chemin de Josemaría
- Titre original : Il cammino de Josemaria Escriva
- Réalisation : Orlando Corradi
- Production : Mondo TV
- Animation : Studios SEK
- Scénario : Francesco Arlanch
- Durée :
- Pays d'origine :  Italie
- Date de diffusion : 16 octobre 2008